# サンデー島 (シャーク湾)
サンデー島 (Sunday Island) は、ダーク・ハートッグ島の南東530フィート（161.5m）、西オーストラリア州デンハムの南西23マイル（37km）のインド洋上、南緯26.124295度、東経113.236538に位置している。島の形状は、おおよそ長辺 263フィート (80.2 m)、短辺 108フィート (33 m) ほどの長方形である。19世紀には、イギリスの商人たちによって、グアノの採集地として利用されていた。現在では、シャーク湾世界遺産の一部となっている。